# Ivychurch
Ivychurch – wieś w Anglii, w hrabstwie Kent, w dystrykcie Folkestone and Hythe. Leży 39 km na południowy wschód od miasta Maidstone i 90 km na południowy wschód od centrum Londynu.